# Adistemia watsoni
Adistemia watsoni is een keversoort uit de familie schimmelkevers (Latridiidae). De wetenschappelijke naam van de soort werd in 1871 gepubliceerd door Thomas Vernon Wollaston.